# Босько Володимир Миколайович
Володимир Миколайович Босько (14 лютого 1950, Кіровоград, УРСР) — український краєзнавець, мистецтвознавець, журналіст.

## Життєпис
1967 року закінчив середню школу № 30 у Кіровограді.
Трудову діяльність розпочав на Кіровоградській шпагатно-мотузяній фабриці водієм автонавантажувача.
Під час служби в армії (1969—1971), що збіглася з періодом загострення арабо-ізраїльського конфлікту, потрапив до Арабської Республіки Єгипет.
Закінчив філологічний факультет Кіровоградського державного педагогічного інституту імені О. С. Пушкіна з відзнакою (1976).

## Вибрані праці
- Босько, В. Н. Кировоградская картинная галерея: Путеводитель / В. Н. Босько. — Д. : Промінь, 1985. — 55 с.
- Босько В. М. Барви степу: Каталог. — К., 1994.
- Визначні постаті Степової Еллади: [енциклопедія біогр. Кіровогр. обл.] / Босько Володимир ; Кіровогр. обл. ін-т післядиплом. пед. освіти ім. Василя Сухомлинського. — Кіровоград: Інформаційна мережа, Ч. 1. — 2004. — 376 с.
- Історичний календар Кіровоградщини. Люди. Події. Факти: довідник / Автор-упоряд. В. М. Босько. — Кіровоград, 2006—2020

## Премії
- Лауреат премії імені Володимира Винниченка газети «Народне слово» (1994);
- Лауреат обласної краєзнавчої премії імені Володимира Ястребова (2001);
- Лауреат обласної премії в сфері образотворчого мистецтва та мистецтвознавства імені Олександра Осмьоркіна (2006).